# Orange (prinsdom)
Het vorstendom Orange (Frans: principauté d'Orange, Nederlands vaak ook prinsdom), is een klein voormalig vorstendom van het Heilige Roomse Rijk, thans gelegen in de Provence, een streek in het zuidoosten van Frankrijk. In het Nederlands werd het historisch als Oranghien aangeduid en later verder vernederlandst tot Oranje. Het was aanvankelijk een graafschap en na 1163 een vorstendom dat tot 1713 zelfstandig bleef. In het westen werd het door de rivier de Rhône gescheiden van Frankrijk; aan alle andere zijden werd het omsloten door het Comtat Venaissin. Bij de Vrede van Utrecht in 1713 werd het officieel tot Frans grondgebied verklaard. Vanaf 1731 behoorde het tot de Franse provincie Dauphiné, tot deze in 1789 werd opgeheven.

## Omvang
Het prinsdom is vernoemd naar de plaats Orange, een stadje in de Vaucluse, op de linkeroever van de Rhône, twintig kilometer ten noorden van Avignon. Het grondgebied van het prinsdom mat ongeveer 19,31 bij 14,48 km, oftewel 279,71 km². Het was daarmee vrijwel even groot als het eiland Bonaire, oftewel goed anderhalf keer de omvang van het eiland Texel. 
De huidige gemeente Orange beslaat ongeveer een kwart van dit gebied.

## Geschiedenis
Orange kent een geschiedenis die teruggaat tot de Romeinse tijd.

### Huis Orange
De eerste graaf van Orange is volgens de overlevering Willem met de Hoorn, een hoveling van Karel de Grote, die de stad Orange in 793 op de Saracenen zou hebben veroverd. Als enig deel van het oude koninkrijk Bourgondië behoorde het graafschap sinds 1032 tot het Heilige Roomse Rijk. Het gravenhuis splitste zich in 1150 in twee linies, waarvan er een in 1163 door keizer Frederik Barbarossa in de rijksvorstenstand werd verheven.

### Huis Les Baux
Het gebied van deze laatste tak kwam na de dood van Raimbaud III van Orange via diens zuster Tirburge III van Orange toe aan haar echtgenoot Bertrand I van Les Baux. Het gebied van de grafelijke tak werd aanvankelijk afgestaan aan de Johannieterorde, maar Bertrand III van Les Baux herenigde geheel Orange in 1308.

### Huis Chalon

Frankrijk in 1477. Rechtsonder het prinsdom Orange (lichtgroen), omsloten door het Comtat Venaissin (roze).

Na de dood van Raymond V van Les Baux, prins van Orange, erfde diens dochter Maria het prinsdom. Via haar gemaal Jan III van Chalon kwam het aan het huis Chalon en met het sterven van de laatste telg van dit geslacht, Philibert, aan diens neef René van Chalon, de zoon van zijn zuster Claudia en Hendrik III van Nassau-Breda. Onder René van Chalon werd Orange als twistappel tussen keizer Karel V van het Heilige Roomse Rijk en koning Frans I van Frankrijk verscheidene malen door Frankrijk bezet. Omdat ook hij kinderloos bleef, benoemde hij zijn neef Willem van Nassau met goedkeuring van keizer Karel V tot opvolger. Dit besluit was wel in tegenspraak met de inhoud van het testament van Maria van Baux, die het vorstendom Orange in het huis Chalon had gebracht. Het vorstendom zou bij gebrek aan mannelijke erfgenamen naar de erfgenamen van haar dochter Alix van Chalon moeten gaan.
Alix' dochter Margarita huwde in 1449 met Rudolf van Baden-Hochberg (1427-1487). Hun enig overlevende kleindochter Johanna van Neuchâtel (overl. 1543) van zoon Filips (1452-1503) huwde in 1504 met Lodewijk I van Longueville (1480-1516). Hun nakomelingen waren pretendenten van Orange totdat deze familie in mannelijke lijn in 1694 uitstierf. Deze familie protesteerde tegen de erfrechtelijke gang van zaken na 1544 en haalde haar gelijk voor de rechtbank. Gezien de belangrijke positie van Willem de Zwijger als leider van de opstand tegen Spanje, besloten de Franse koningen dat de beslissingen van de rechtbank niet doorgezet zouden worden en lieten het vorstendom aan de Nassaus (1580-1713).

### Oranje
Willem de Zwijger, later stadhouder in verschillende Nederlandse gewesten, werd in 1544 Prince van Oranghien en stichtte de dynastie Oranje-Nassau - maar kon pas sinds 1559 werkelijk macht over het vorstendom uitoefenen. Ook onder zijn heerschappij werd Orange meermaals bezet. Het viel na zijn dood toe aan achtereenvolgens zijn zoons Filips Willem, Maurits en Frederik Hendrik. Erfgenaam van de laatstgenoemde was Willem II, op wie in 1650 Willem III volgde. Na het uitbreken van de Hollandse Oorlog (1672) bezette Lodewijk XIV het prinsdom. Willem kreeg het bij de Vrede van Nijmegen (1678) terug, maar het werd in 1685 bij de herroeping van het Edict van Nantes wederom ingenomen. De Vrede van Rijswijk (1697) herstelde hem definitief in de prinselijke waardigheid.
Na de dood van Willem III in 1702 brak een opvolgingsconflict uit tussen Johan Willem Friso van Nassau-Dietz en Frederik I van Pruisen. De eerstgenoemde was - als kleinzoon van Frederik Hendriks dochter Albertine Agnes - bij testament als opvolger aangewezen. Frederik I maakte als zoon van Frederik Hendriks oudste dochter Louise Henriëtte op grond van Frederik Hendriks testament echter eveneens aanspraak op het prinsdom. Ondertussen verklaarde Lodewijk XIV het prinsdom Orange aan de Franse troon vervallen. Het Parlement van Parijs wees het prinsdom toe aan Lodewijks pretendent Frans Lodewijk van Bourbon-Conti. Deze sloot een overeenkomst met Lodewijk XIV waarbij hij de inkomsten uit het prinsdom behield, maar de Franse soevereiniteit erkende.
De Vrede van Utrecht (1713) bekrachtigde deze toestand en wees wapen en titel van Orange bovendien toe aan Pruisen. Frans Lodewijks kleinzoon Lodewijk Frans I stond op 23 april 1731 het prinsdom Orange definitief af aan de koning van Frankrijk, in ruil voor ander gebied.
Het werd opgenomen in de Dauphiné. 

#### De dynastieke titel "Prins van Oranje" vanaf 1732
Om aan zijn claim vast te houden was Johan Willem Friso echter de titel prins van Oranje blijven voeren. Zijn zoon Willem IV kreeg hier in 1732 bij het Traktaat van Partage weer formeel het recht toe. Sinds zijn kleinzoon Willem VI in 1815 als Willem I koning der Nederlanden werd, is de titel prins van Oranje in Nederland steeds toegekend aan de oudste levende zoon van de koning. Voor de grondwetswijziging van 1983 kwam de titel alleen toe aan directe erfgenamen in de mannelijke lijn. Tot de geboorte van kroonprins Willem-Alexander, was de laatste drager van de titel Prins van Oranje uit het Huis van Oranje-Nassau de in 1884 overleden kroonprins Alexander, een zoon van koning Willem III en koningin Sophie. 
Kroonprins Willem-Alexander kreeg in 1980 de titel Prins van Oranje, nadat die bijna een eeuw in onbruik was geraakt; dit gebeurde bij de troonsbestijging van zijn moeder. De huidige (en eerste) prinses van Oranje is sinds de troonopvolging van koning Willem-Alexander kroonprinses Catharina-Amalia; de huidige Pruisische prins van Oranje is Georg Friedrich.

## Heersers van Orange

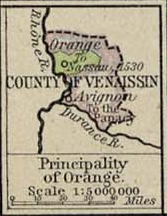
Het prinsdom Orange (groen) in 1547 te midden van het pauselijk graafschap Venaissin

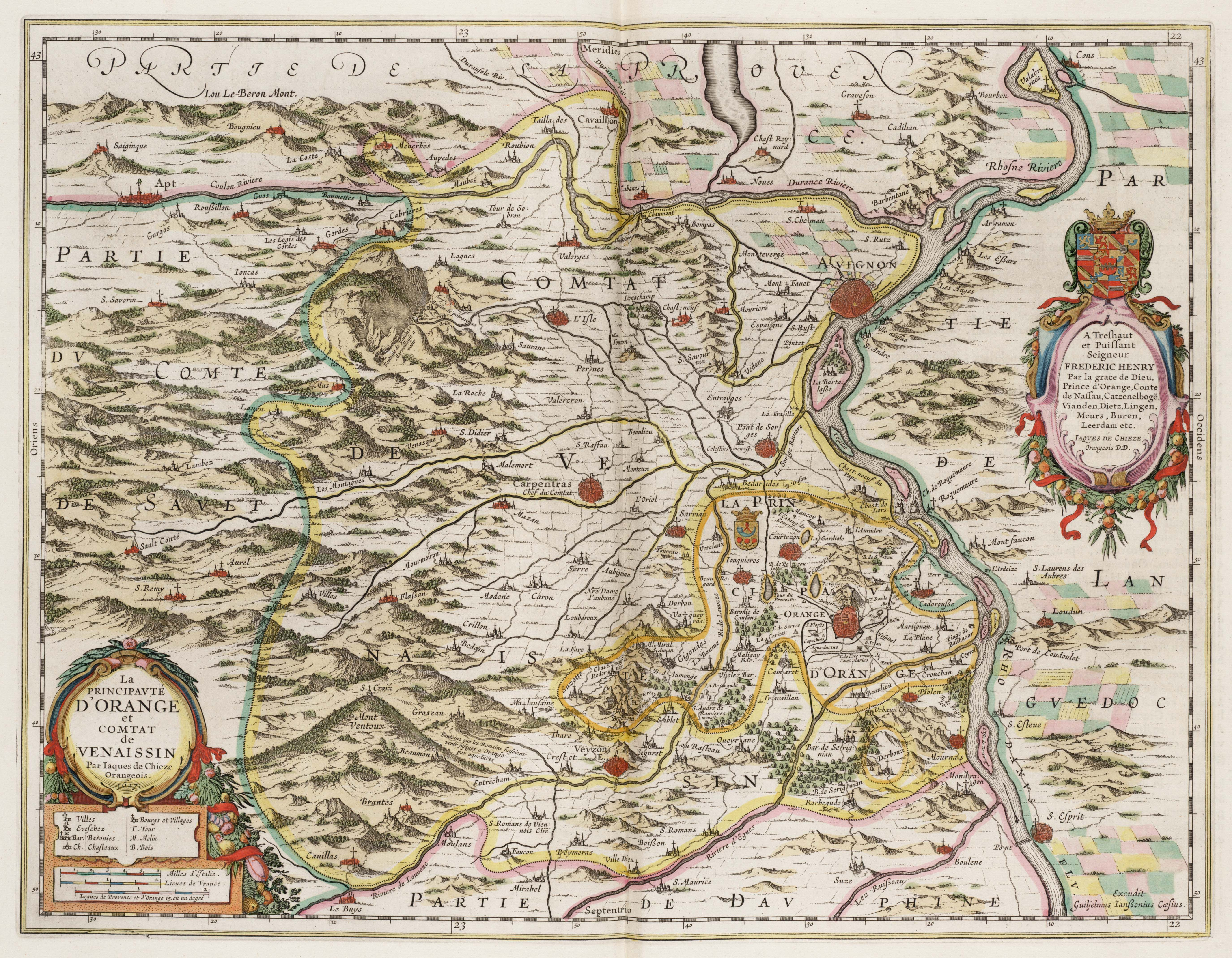
Het prinsdom Orange rond 1630

### Graven
Huis Orange
- Pons I van Mevouillon
- Pons II van Mevouillon
- Laugier van Nice
- Raimbaut I van Nice
- Bertrand-Raimbaut van Orange
- Raimbaut II van Orange
- Tiburge van Orange
- Raimbaut III van Orange

### Prinsen
Huis Baux
- 1171-1181: Bertrand I
- 1182-1218: Willem I
- 1218-1282: Raimond I
- 1281-1314: Bertrand IV
- 1314-1340: Raimond IV
- 1340-1393: Raimond V

Huis Chalon
- 1393-1418: Jan III x Maria van Baux (dochter van Raimond V)
- 1418-1463: Lodewijk
- 1463-1475: Willem
- 1475-1502: Jan IV
- 1502-1530: Philibert

Huis Nassau
- 1530-1544: René (zoon van Claudia van Chalon en Hendrik III van Nassau-Breda)
- 1544-1584: Willem I
- 1584-1618: Filips Willem
- 1618-1625: Maurits
- 1625-1647: Frederik Hendrik
- 1647-1650: Willem II
- 1650-1702: Willem III

Huis Bourbon-Conti
- 1702-1709: Frans Lodewijk van Bourbon-Conti (betwist)
- 1709-1727: Lodewijk Armand II van Bourbon-Conti (bevestigd in 1713)
- 1727-1731: Lodewijk Frans I van Bourbon-Conti